# Kvarnån Utanede
Kvarnån Utanede este o arie protejată (arie specială de conservare — SAC, sit de importanță comunitară — SCI) din Suedia întinsă pe o suprafață de 12,8 ha, integral pe uscat.

## Localizare
Centrul sitului Kvarnån Utanede este situat la coordonatele 62°56′32″N 16°40′55″E / 62.9421°N 16.6819°E.

## Înființare
Situl Kvarnån Utanede a fost declarat sit de importanță comunitară în aprilie 2004 pentru a proteja 1 specie de plante. Situl a fost protejat și ca arie specială de conservare în martie 2011.

## Biodiversitate
Situată în ecoregiunea boreală, aria protejată conține 2 habitate naturale: Cursuri de apă de la nivel de câmpie la nivel montan, cu vegetație Ranunculion fluitantis și Callitricho-Batrachion, Taiga vestică.
La baza desemnării sitului se află o specie protejată de  plante: Calamagrostis chalybaea.